# Арзиани, Зураби Малхазович
Зура́б Малха́зович Арзиа́ни (груз. ზურაბ მალხაზის ძე არზიანი; 19 октября 1987, Батуми, Грузинская ССР, СССР) — грузинский и российский футболист, полузащитник.

## Карьера
Воспитанник грузинского футбола, в возрасте 16-ти лет приехал в Россию, став в 2004 игроком дубля подмосковного «Сатурна», за который провёл 8 матчей. С 2005 по 2006 год выступал за дублирующий состав казанского «Рубина», где провёл 29 матчей и забил 1 гол.
В 2007 году отправился в аренду в махачкалинский «Анжи», выступавший в Первом дивизионе, где, наконец, получил игровую практику в профессиональном футболе. В сезоне 2009 года клуб из Махачкалы завоевал право участвовать в Премьер-лиге, где в 2010 году футболист провёл 11 матчей. В феврале 2011 года на правах аренды перебрался в тбилисское «Динамо». Осенью 2011 года играл в премьер-лиге России за нижегородскую «Волгу» (5 матчей).
С 2012 года в основном играл за клубы Грузии и в низших дивизионах России. Также выступал в Венгрии и Армении.

## Личная жизнь
Сын Малхаза Арзиани, защитника тбилисского «Динамо» 80-х годов.
В августе 2011 года родилась дочь Элизабет.

## Статистика
| Сезон | Клуб  | Лига                    | Чемпионат | Чемпионат | Кубок | Кубок | Еврокубки | Еврокубки | Итого | Итого |
| Сезон | Клуб  | Лига                    | Игры      | Голы      | Игры  | Голы  | Игры      | Голы      | Игры  | Голы  |
| ----- | ----- | ----------------------- | --------- | --------- | ----- | ----- | --------- | --------- | ----- | ----- |
| 2006  | Рубин | Российская Премьер-Лига | 0         | 0         | 0     | 0     | -         | -         | 0     | 0     |
| 2007  | Анжи  | Первый дивизион ПФЛ     | 29        | 0         | -     | -     | -         | -         | 29    | 0     |
| 2008  | Анжи  | Первый дивизион ПФЛ     | 32        | 1         | 1     | 0     | -         | -         | 33    | 1     |
| 2009  | Анжи  | Первый дивизион ПФЛ     | 18        | 0         | 0     | 0     | -         | -         | 18    | 0     |
| 2010  | Анжи  | Российская премьер-лига | 2         | 0         | 0     | 0     | -         | -         | 2     | 0     |